# Kastanozem

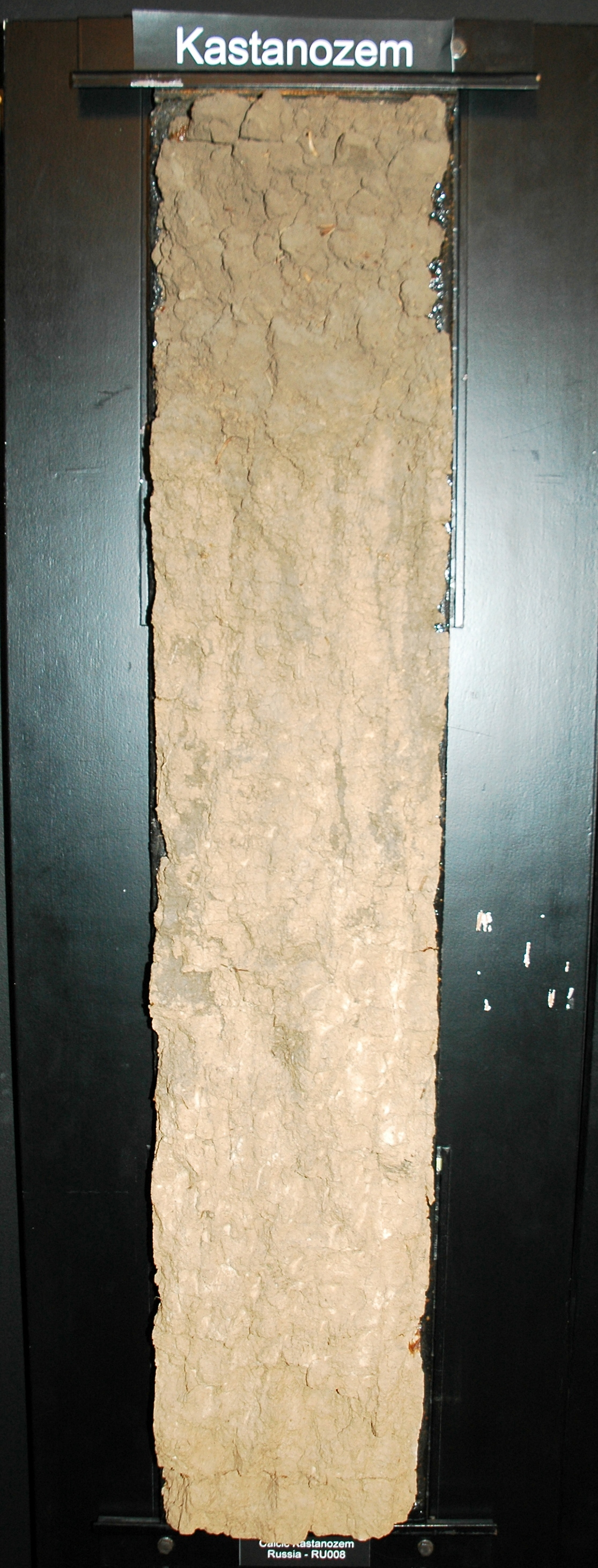
Perfil del suelo de un Kastanozem cálcico

Kastanozem (también conocido como "suelo de castaño") es uno de los 32 grupos de suelos de referencia de la Base Mundial de Referencia para los Recursos Suelos (WRB). Estos suelos son más brillantes que los Chernozems y están relacionados con los Mollisoles en la taxonomía de suelos del USDA. Son ricos en humus y originalmente estaban cubiertos de vegetación de pastizales autóctonos de maduración temprana, que produce una característica capa superficial marrón en el primer metro de profundidad. Tienen un nivel relativamente alto de iones de calcio disponibles unidos a las partículas del suelo y pueden tener un horizonte petrocálcico de entre 25 y 100 cm de espesor.
Los Kastanozems se encuentran en zonas relativamente secas con 200 a 450 mm de lluvia al año.
El nombre tiene dos orígenes: el término ruso 'каштановые почвы', 'каштанозем', donde 'каштановые' es un tono marrón derivado de la palabra "каштан" (Kashtan), "castaño" y hace referencia al color de su cáscara, y el término latino castanea (castaño).